# Хове-и-Эвия, Пласидо
Пласидо Хове-и-Эвия (исп. Plácido Jove y Hevia; 7 октября 1823, Вильявисьоса — 22 июня 1909, Мадрид) — испанский дипломат, государственный деятель и поэт.

## Биография
Получив начальное образование в своём родном городе, он отправился изучать юриспруденцию в Университет Овьедо, но завершать обучение ему пришлось в Центральном университете, где он получил степень бакалавра, а затем и доктора наук. Оставшись жить в Мадриде, он занялся сочинением стихов на астурийском языке, которые начал публиковать в городских газетах. Помимо этого он был частым участником дискуссий в Экономическом обществе Матритенсе, от имени которого он подготовил возражение относительно закона о процентной ставке, что поспособствовало его отмене.
11 марта 1849 года Хове был назначен консулом Испании в Афинах, позднее он занимал эту же должность в Неаполе, Мальте, Перпиньяне, Лиссабоне, Гамбурге и Алжире. В общей сложности он провёл за границей более 16 лет и вернувшись в Испанию был избран депутатом Конгресса от родной провинции, а в 1881 году назначен от неё сенатором. Выступая с консервативных позиций он поддерживал реставрацию монархии и критиковал Первую Республику.